# Аргон (компьютер)
«Аргон» — большая серия  бортовых, возимых и стационарных специализированных цифровых электронно-вычислительных машин, разработанных в СССР. Широко применялись и применяются в 21-м веке в вооружённых силах, отечественной авиации и космонавтике.

## Предыстория
(В связи с обширностью данной темы в разделе приведены только основные события и исторические факты. Более подробно см. разделы: «Литература», «Ссылки», «Источники»).
Постановлением Совета Министров СССР от 17 декабря 1948 года за №4663-1829, в рамках Министерства машиностроения и приборостроения (ММиП) было организовано Специальное конструкторское бюро №245 (СКБ-245). Его основной задачей было создание средств вычислительной техники.
В 1950-1953 гг. коллектив СКБ-245 разработал первую отечественную промышленную цифровую электронно-вычислительную машину общего назначения «Стрела», которая была произведена малой серией в 7 экземпляров.
Справочная информация. Электронная вычислительная машина «Стрела». Главный конструктор: Базилевский Юрий Яковлевич. Год начала выпуска — 1953. Область применения: научные расчеты в ВЦ АН СССР, ИПМ АН СССР МГУ им. М. В. Ломоносова и в вычислительных центрах министерств. Конструкция машины «Стрела»: элементная база — лампы и полупроводниковые диоды, оперативная память на электронно-лучевых трубках, ПЗУ на полупроводниковых диодах, внешняя память на магнитной ленте,  ввод информации — с  перфокарт или магнитных лент, вывод информации — на перфокарты, магнитные ленты или печатающее устройство. ЭВМ «Стрела» имела быстродействие 2000 трехадресных команд в секунду. Потребляемая электрическая мощность — 150 кВт. ЭВМ «Стрела» занимала машинный зал площадью 300 кв.м.
Следующей разработкой СКБ-245 стала ЭВМ «Урал-1» — первая отечественная малая вычислительная машина, предназначенная преимущественно для инженерных расчетов. Эта ЭВМ уже достаточно широко использовалась в различных ведомствах, а также на её основе были изготовлены различные специализированные ЭВМ для более узкого круга задач.
В 1954 году, с появлением первых отечественных полупроводниковых транзисторов, в конструкторском бюро начались работы над первой в СССР полупроводниковой ЭВМ «Волга». После неё была спроектирована и создана вторая полупроводниковая ЭВМ М-180, которая также не пошла в серию из-за ряда принципиальных недостатков.
В 1955 году в СКБ-245 началась разработка цифровых управляющих комплексов под шифром М-111 для систем ПВО страны, предназначенных для приема, селекции, преобразования и обработки информации от многоканального источника, решения задач наведения и выработки команд управления несколькими объектами.
В это же время СКБ-245 задействуется при создании универсальной электронно-вычислительной машины М-20, проектируемой в Институте прикладной математики и вычислительной техники Академии наук СССР. Специально для этой ЭВМ была разработана одна из первых операционных систем ИС-2. Создание ЭВМ М-20 способствовало успешному запуску первого в мире спутника Земли, созданию первой атомной станции, решению задач, связанных с обороноспособностью страны.
В начале 1957 года в СКБ-245 был образован отдел № 12, в котором занялись созданием специализированных унифицированных управляющих ЭВМ для автоматизированных систем управления объектов Министерства обороны СССР. В период 1959-1962 гг. в этом отделе создана первая принятая на вооружение войск ПВО ЭВМ М-206 «Радон». В конструкции этой ЭВМ широко использовались полупроводниковые транзисторы, монтаж был выполнен на печатных платах.
В 1958 году СКБ-245 было преобразовано в Научно-исследовательский институт электронных машин (НИЭМ).
На основании «Решения № 214 Комиссии ВСНХ СССР по военно-промышленным вопросам по координации работ по созданию бортовых электронных вычислительных машин для ракет, искусственных спутников Земли, самолетов и кораблей» от 16 октября 1963 года, в 1964 году впервые в СССР были начаты работы по проектированию, производству и внедрению в системы бортовых ЭВМ (БЭВМ). Решением комиссии Президиума Совета Министров СССР по военно-промышленным вопросам № 246 на НИЭМ были возложены функции головной организации страны по созданию бортовых ЭВМ.
Семейство унифицированных базовых межвидовых БЭВМ получило наименование «Комплекс БЭВМ "Аргон"», в дальнейшем образованный в 1986 году на основе комплексного отделения НИЦЭВТ институт по разработке БЭВМ получил собственное имя «Аргон».

## История БЦВМ серии «Аргон»
В СССР разработкой БЦВМ, помимо НИЦЭВТ (НИИ «Аргон»), также занимались предприятия: Ленинградское НПО ЭА (ОКБ «Электроавтоматика» или предприятие п/я А-7357) и Научно-исследовательский институт радиоэлектроники (НПО «Ленинец»).
Так, одной из первых в СССР бортовых вычислительных машин на борту военного самолёта стала ЦВМ «Пламя-263», разработанная в ленинградском ОКБ-470 (НПО «Электроавтоматика») в 1964 году, специально для работы в составе противолодочной поисково-прицельной системы «Беркут-38» самолёта Ил-38. Это была БЦВМ первого поколения, собранная на полупроводниковых диодах и транзисторах. В дальнейшем в ОКБ-470 создали ещё ряд вычислительных машин под общим наименованием «Орбита», для размещения на борту  летательных аппаратов.
В Научно-исследовательском институте электронных машин в 1969 году была закончена разработка ЭВМ «Аргон-1» для мобильной системы топопривязки «Кратер». Это была  первая отечественная ЭВМ для АСУ войсками и других мобильных комплексов.
ЦВМ «Аргон-1» — возимая одноадресная машина параллельного действия, выполнена в виде напольного стола массой 92 кг. Элементная база — гибридные микросхемы серии «Тропа» и специальные модули. Состоит из устройства обмена и вычислений, пульта управления, светового табло и блока питания. Ввод-вывод осуществляется автоматически через устройство ввода-вывода и вручную по командам оператора. Возможно подключение дополнительных блоков памяти. Всего было серийно изготовлено более 2000 комплектов этой вычислительной машины. Применялась на порядка 70 типах объектов, в том числе на мобильном оперативно-тактическом ракетном комплексе «Точка».
БЦВМ «Аргон-11», 1968 год. Первый в СССР бортовой цифровой вычислитель с тройным аппаратным резервированием. Первоначально эта ЦВМ предполагалась для установки на баллистические ракеты военного назначения, а её более совершенная модификация «Аргон-11С» разрабатывалась в ходе реализации советской лунной программы для системы автоматического управления полётом космического корабля. Использовалась в составе бортового оборудования серии советских пилотируемых космических кораблей Союз 7К-Л1, для вычислений при его облёте Луны и аэродинамическом спуске на Землю при вхождении в атмосферу на второй космической скорости. БЦВМ А-11С впервые поднялась в космос 10 ноября 1968 года на аппарате 7К-Л1, также известном как «Зонд-6». 
А-11 — это одноадресная машина параллельного действия с минимизированным набором команд. Она состояла из трех автономных вычислительных устройств с независимыми входами и выходами, связанных между собой каналами для обмена информацией и общей синхронизацией. Всего было изготовлен 21 комплект А-11С на опытном производстве, в серию не передавался.
ЦВМ «Аргон-10». Вычислительная машина А-10, предназначавшаяся для систем управления авиационно-ракетных комплексов. На её базе производилась  модификация «Аргон-10М» — первая в СССР вычислительная машина, специально разработанная в 1969 году для автоматической системы управления воздушным движением «Старт». Элементная база: транзисторная и диодно-транзисторная логика (микросхемы серии «Тропа-1», «Тропа-3», «Тропа-5»). Монтаж в виде напольного шкафа весом 260 кг. ЦВМ «Аргон-10М» было изготовлено 20 комплектов с 1975 по 1982 год. Стоимость одного комплекта составляла 50 000 рублей.
БЦВМ «Аргон-12С» была предназначена для управления орбитальной станцией и возвращаемыми космическими аппаратами программы «Алмаз». Это радиационно-стойкая одноадресная вычислительная машина параллельного действия, выполнена в виде трёх устройств на общем основании: блок устройства обмена и вычисления, блок долговременного запоминающего устройства и релейный блок. Вес конструкции 20 кг. Элементная база — гибридные микросхемы серии «Тропа-1».
БЦВМ Аргон-14А предназначалась для ракет класса воздух — поверхность. Впервые в СССР оперативная память ЦВМ была выполнена на интегральных схемах.
БЦВМ «Аргон-15» разработана в 1972 году как базовая бортовая ЭВМ, отвечающая требованиям военных стандартов к авиационным и мобильным наземным объектам. Выполнена на твердотельных ИМС серии «133», в виде монтажной рамы и двух рядов легкосъёмных электронных блоков — блок вычислительного устройства, два блока ОЗУ, четыре блока ПЗУ, блок ПЗУ со сменой информации и блок источника питания. Разработано четыре модификации БЦВМ — «Аргон-15», «Аргон-15А», «Аргон-15К» и «Аргон-15-М». Использовалась в бортовых системах различных самолётов, в мобильных оперативно-тактических ракетных комплексах «Точка», «Ока», ЗРК «Бук», «Куб». Изготовлено порядка 500 комплектов.
БЦВМ «Аргон-16» (1973 год) устанавливалась на 200-х сериях космических кораблях: «Союз», «Прогресс», орбитальных станциях «Салют», «Мир», изделии 11Ф71 «Алмаз». Имеет индекс 11М67.  Представляет собой высоконадёжный троированный синхронный вычислительный комплекс с восстанавливающими мажоритарными органами. Имеет блочную конструкцию, элементной базой служат ИМС серий 106, 115, 134 и интегральные блоки резисторов и конденсаторов. Изготовлено 300 комплектов.
В состав БЦВК входят следующие устройства:
- устройство вычисления и обмена (УВО) - процессор;
- оперативное запоминающее устройство (ОЗУ);
- долговременное запоминающее устройство (ДЗУ);
- блок согласующих устройств;
- блок питания.

В составе дискретного контура системы управления движением (СУД-ДК) изделия 11Ф732 и 11Ф615 БЦВК " Аргон-16 " обеспечивает решение следующих задач:
- прием информации от датчиковой аппаратуры;
- управление ориентацией в заданном режиме;
- программно-логическое управление системой при выполнении динамических операций;
- автоматический контроль работоспособности основных приборов и устройств, КУ в целом, автоматическая перестройка его структуры или выключение при неисправностях;
- прогнозирование взаимного движения пассивного и активного КА в интересах сближения;
- баллистико-навигационное обеспечение спуска.

БВК «Аргон-17» (1976 год) — это трехканальный синхронный резервированный вычислительный комплекс с мажоритарными органами, предназначенный для управления инерциальной системой ракеты дальнего перехвата боевых блоков баллистических ракет. Элементная база: микропроцессорные БИС серии 583, ИС серий 106, 134, 530, 533. БВК А-17 рассчитан на нормальное функционирование в условиях высокой радиации. Серийное производство А-17 (А-17А) с 1978 по 1991 год. 
БЦВМ «Аргон-30» (1977 год) — унифицированная 32-разрядная бортовая вычислительная машина,  программно совместимая с ЕС ЭВМ. Построена на специально разработанных многокристальных БИС серии 216. Конструкция блоков и монтажной рамы А-30 выполнена на основе базовых несущих конструкций по ГОСТ 23701-79. Быстродействие БЦВМ А-30 порядка 625 тыс. оп./с (регистр - регистр), емкость ОЗУ - 32 Кб, ПЗУ - 256 Кб, ДЗУС - 1 Кб. Вес комплекта БЦВМ А-30 составляет 150 кг. На базе ЭВМ А-30 была создана четырехмашинная система авиационного комплекса радиолокационного дозора и наведения самолёта А-50.
БЦВМ «Аргон-40» — модель ряда высокопроизводительных 32-разрядных бортовых ЭВМ архитектуры ЕС ЭВМ, являющуюся дальнейшим развитием модели А-30. А-40 имеет полное соответствие архитектурным концепциям ЕС ЭВМ, возможность подключения дополнительных каналов ввода-вывода, а также внешней памяти и устройств ввода-вывода ЕС ЭВМ. Управление микропрограммное. В процессоре реализована сложная структура, рассчитанная на совмещение во времени выполнения нескольких команд, близкая к структуре ЭВМ ЕС 1060. Отличительная особенность машины — программная совместимость с ЭВМ «Ритм-20», достигнутая благодаря аппаратно-программной эмуляции команд. Эмуляция всех непривилегированных логических команд и команд арифметики с фиксированной точкой осуществляется аппаратно. Эмуляция привилегированных команд и команд с плавающей точкой реализована программно. Обмен информацией осуществляется интегрированным в процессор каналом ввода-вывода с мультиплексной памятью, размещенной в основной памяти, и буфером обмена в канале. Для А-40 разработан пульт контроля и управления, включающий в себя имитатор интерфейса ввода-вывода. Имитатор обеспечивает возможность наладки и проверки канала ввода-вывода и создает режимы работы канала, невозможные при работе с обычными устройствами ввода-вывода.
БЦВМ «Аргон-50» (1986 год) — 32-разрядная ЭВМ из ряда унифицированных высокопроизводительных (2 млн операций в секунду типа регистр-регистр) бортовых ЭВМ архитектуры ЕС ЭВМ. А-50 явилась первой базовой бортовой ЭВМ межвидового применения, соответствующей нескольким группам военных стандартов для мобильных, авиационных и стационарных объектов. Она спроектирована на основе схемотехнических и конструктивно-технологических решений, реализованных в модели А-40. Применяется в системах автоматизированного управления — АСУ войсками армии-фронта «Маневр», воздушных командных пунктов «Звено», разведывательно-ударных комплексов «Прорыв», комплексов АСУ ПВО «Пирамида». Выполнена на микросхемах серий 134, 136, 130, 133. Конструктивно выполнена в виде двухуровнего шкафа с электронными блоками и выносного пульта управления. Масса БЦВМ А-50 составляет 140 кг, потребляемая мощность — 1000 Вт.